# Bruys
Bruys är en kommun i departementet Aisne i regionen Hauts-de-France i norra Frankrike. Kommunen ligger  i kantonen Braine som ligger i arrondissementet Soissons. År 2022 hade Bruys 19 invånare.

## Befolkningsutveckling
Antalet invånare i kommunen Bruys
Referens: INSEE